# Wiktor Niemczyk

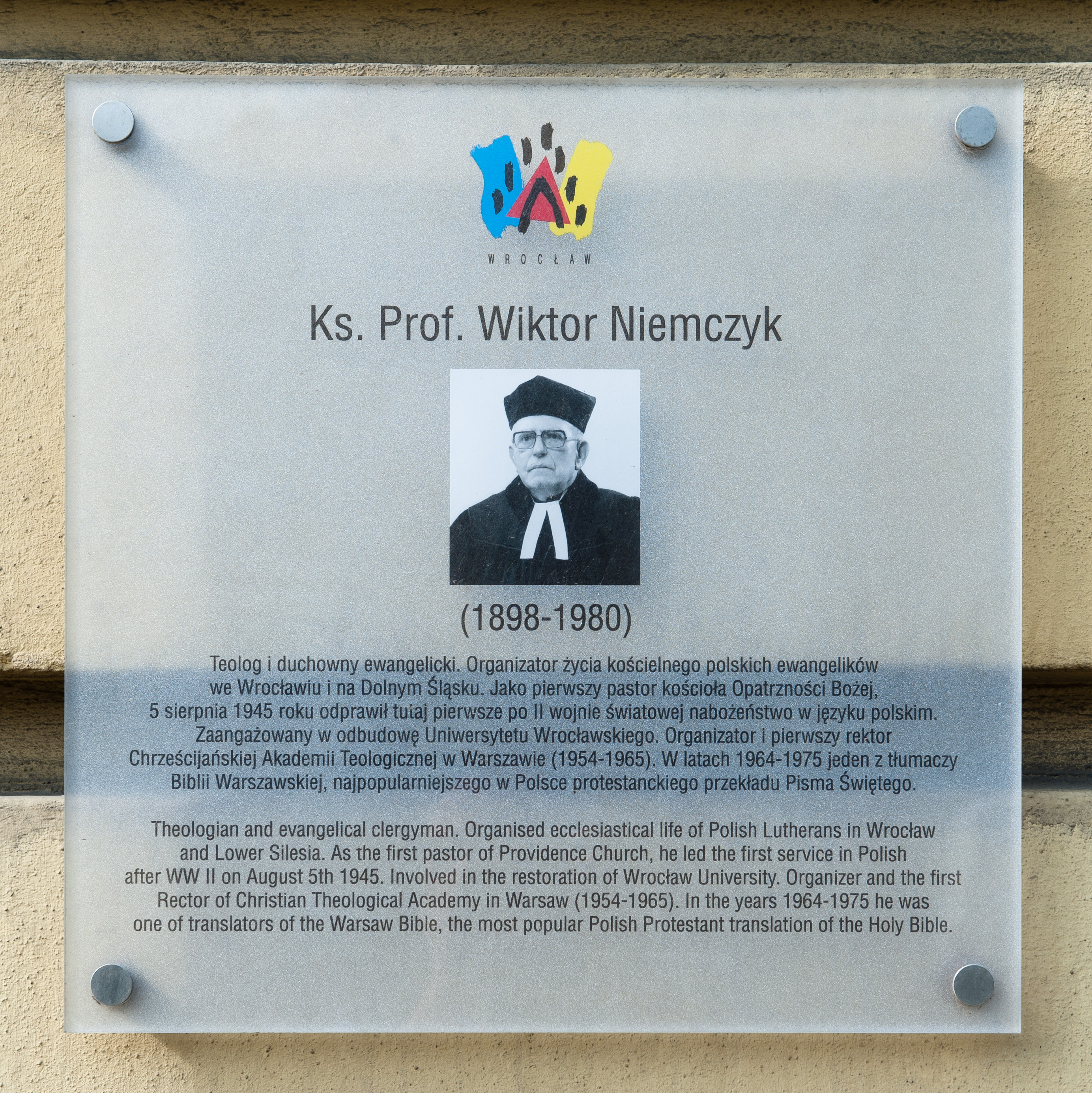
Gedenktafel in Breslau

Wiktor Niemczyk (* 20. November 1898 in Bistrzitz/Teschener Schlesien; † 18. November 1980 in Warschau) war ein polnischer evangelisch-lutherischer Pfarrer und Akademie-Rektor.

## Leben und Wirken
Niemczyk war der Sohn von Jan Niemczyk, des Schulleiters der polnischen Volksschule in Bystrzyca und seiner Ehefrau Anna, geborene von Kaleta. Nach dem Abschluss der Volksschule wurde er Schüler des Gymnasiums in Teschen. Danach besuchte er einen Kursus der Offizierschule in der österreichisch-ungarischen Armee. Ab 1918 war er Soldat beim polnischen Militär und Teilnehmer des Polnisch-Sowjetischen Krieges (1920). Im Jahre 1924 absolvierte er ein Studium der Evangelischen Theologie an der Warschauer Universität. Von 1924 bis 1925 hielt er sich in Wien auf, später war er Vikar in Teschen und nach seiner Ordination Pfarrer in Krakau. Im Jahre 1932 promovierte er zum Doktor der Theologie. 1946 wurde er zum außerordentlichen Professor ernannt. Nachdem an der Warschauer Universität die Theologische Fakultät zur Christlich-Theologischen Akademie umgestaltet wurde, ernannte man ihn dort zum ersten Rektor dieser Einrichtung.
Wiktor Niemczyk war Mitglied der Christlichen Friedenskonferenz und gehörte zum Präsidium der Ersten Christlichen Friedenskonferenz 1958 in Prag.
Niemczyk ist Autor zahlreicher Artikel und Abhandlungen. Er trat auch als Bibelübersetzer der sogenannten Warschauer Bibel hervor.

## Werke
- Religionsphilosophie, ChThA, Warschau 1987
- Religionsgeschichte, ChThA, Warschau 1986

## Bibliographie
- Golec J., Bojda S., Biographisches Wörterbuch des Teschener Landes. Band 1, Cieszyn 1993, S. 203–204